# Palacio de la Rebuelta
La casa Palacio de la Rebuelta se encuentra en la calle Cervantes de Villanueva de los Infantes.
La heráldica de este palacio muestra un águila, que pudo pertenecer a la familia García del Busto.
La fachada presenta una portada adintelada con ménsulas sobre jambas, en el dintel se encuentra el escudo con el águila tallada, también en la parte superior esta el balcón  con un vano enmarcado y unas columnas muy finas similares a las de la parte inferior, el resto de la fachada esta realizado con un diseño de vanos regularizos en la zona baja y balcones en la zona intermedia, la casa se extiende hasta la calle Fuente, la zona donde se encontraba el personal de servicio.
En el interior, el palacio esta estructurado en torno a un patio central cuadrado, con columnas toscanas.
Esta Casa Palacio conserva algunos bienes de interés destacado, como es la puerta de madera con un escudo labrado y una inscripción.

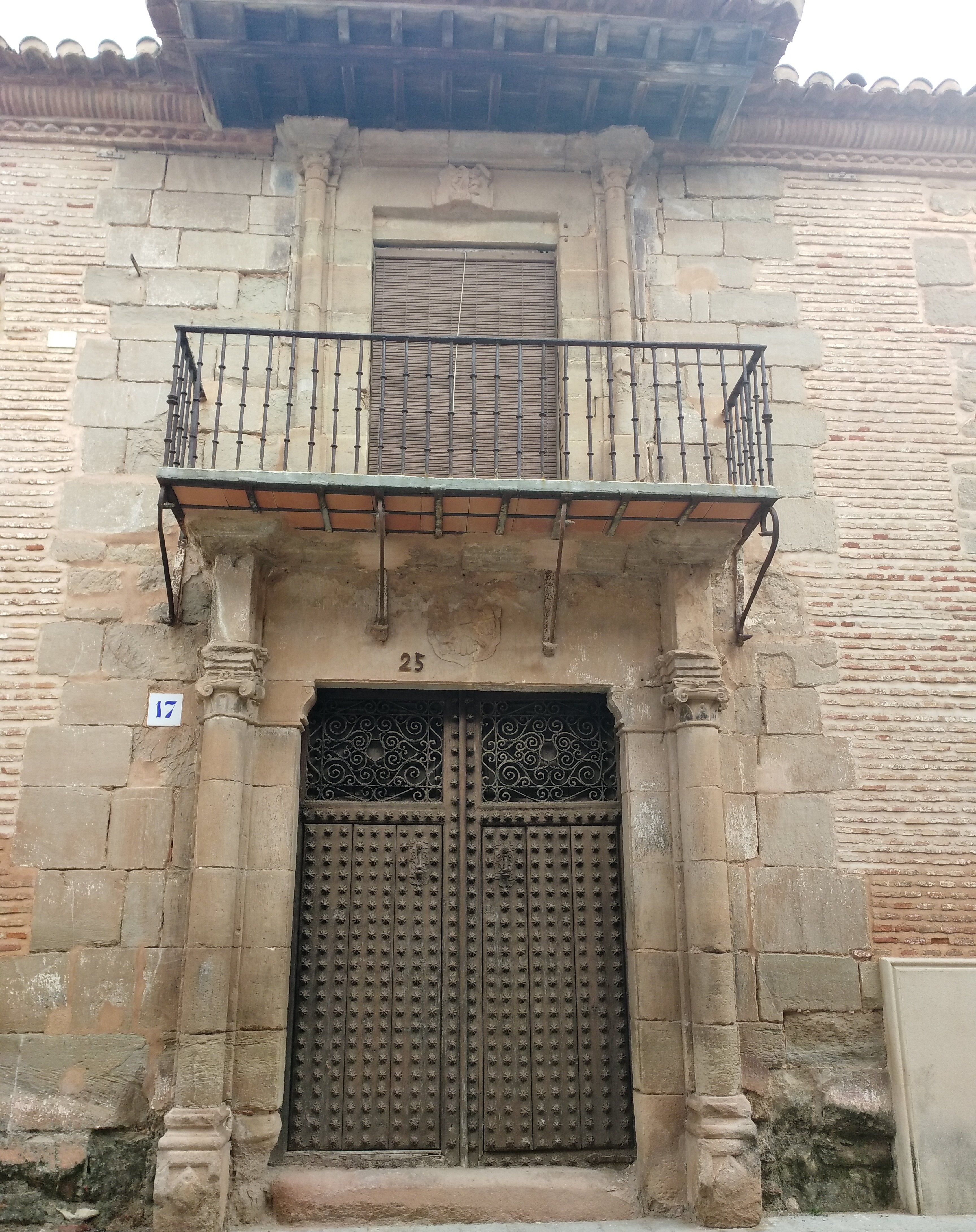
Casa Palacio de Rebuelta.

## Acceso
- CM-412
- CM-3127
- CM-3129
- CR-632